# Forcipomyia lagonigera
Forcipomyia lagonigera är en tvåvingeart som beskrevs av Jean-Jacques Kieffer 1921. Forcipomyia lagonigera ingår i släktet Forcipomyia och familjen svidknott.
Artens utbredningsområde är Taiwan. Inga underarter finns listade i Catalogue of Life.